# История почты и почтовых марок Науру
История почты и почтовых марок Науру описывает развитие почтовой связи на территории Республики Науру, государства в Микронезии в юго-западной части Тихого океана на острове Науру. Республика Науру является членом Всемирного почтового союза (ВПС; с 1969).

## Развитие почты
Первое почтовое отделение на острове, с 1888 года являвшемся колонией Германии в группе Маршаловых островов, было открыто в 1905 году (по другим сведениям, в 1908 году) и использовало почтовые марки Маршалловых островов.
17 апреля 1969 года независимое государство Науру вступило в ВПС.

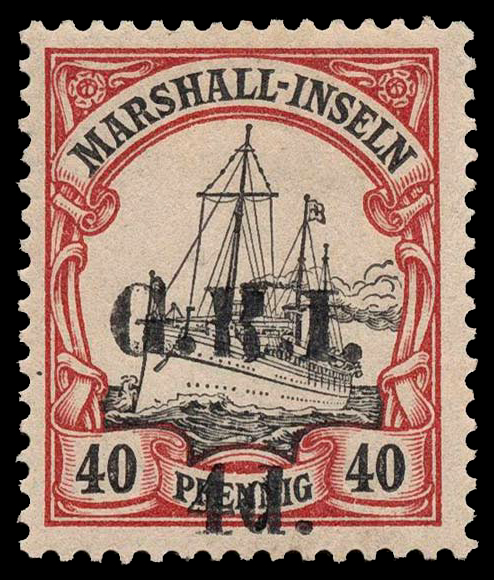
Почтовая марка Великобритании с надпечаткой 4d. для Маршалловых островов, 1916

## Выпуски почтовых марок

### Колониальный период
После оккупации острова австралийскими войсками в 1914 году имевшиеся запасы почтовых марок были направлены на Новую Гвинею для нанесения на них надпечаток англ. «GRI». Однако эти марки не были возвращены на Науру, поэтому с 1914 года по 1916 год в обращении там были австралийские почтовые марки с надпечаткой «North West Pacific Islands» («Северо-Западные Тихоокеанские острова»).
Затем британское правительство взяло остров под свой контроль и в октябре 1916 года были выпущены почтовые марки Великобритании с надпечаткой «NAURU» («Науру»), остававшиеся в обращении до 1924 года. Это были первые почтовые марки Науру.

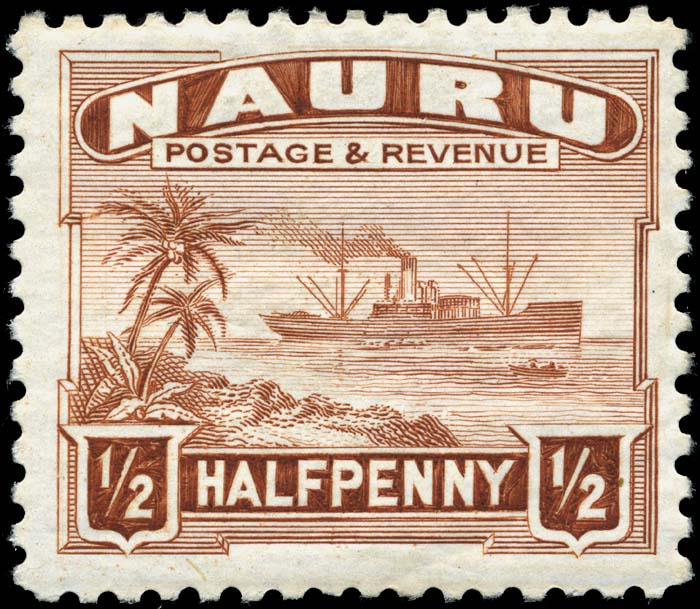
Почтовая марка Науру номиналом в полпенни, 1924

С 1924 года использовались почтовые марки, изготовленные в Австралии для Науру как подмандатной территории, управляемой Австралией.
Первые памятные марки выпущены в 1935 году.
После Второй мировой войны в обращении на Науру оставались почтовые марки Австралии до эмиссии первых выпусков для Науру как подопечной территории ООН в 1954 году. Получение Науру самоуправления не нашло отражения на почтовых марках.
По данным Л. Л. Лепешинского, за период около 50 лет (с 1916 года по 1963 год) было эмитировано 47 почтовых марок Науру, для которых характерны надписи: «Nauru» («Науру»), «Postage & Revenue» («Почтовый и гербовый сбор»).

### Независимость
Первые марки независимой Республики Науру были выпущены в 1968 году. Это были надпечатки «Republic of Nauru» («Республика Науру») на марках Науру, эмитированные накануне фактической даты обретения независимости 1 февраля 1968 года.
Первый почтовый блок Науру вышел в 1974 году.
Выпускаемые республикой после 1968 года почтовые марки имели как национальную тематику, так и носили ориентированный на филателистический рынок характер.